# Veľké Kostoľany
Veľké Kostoľany és un poble i municipi d'Eslovàquia que es troba a la regió de Trnava, a l'oest del país.

## Història
La primera menció escrita de la vila es remunta al 1209.

## Demografia
| Godina             | 1994 | 2004   | 2014   | 2024   |
| ------------------ | ---- | ------ | ------ | ------ |
| Nombre de persones | 2478 | 2658   | 2773   | 2829   |
| Diferència         |      | +7,26% | +4,32% | +2,01% |

| Godina             | 2023 | 2024   |
| ------------------ | ---- | ------ |
| Nombre de persones | 2808 | 2829   |
| Diferència         |      | +0,74% |